# Seagram Building
Het Seagram Building is een wolkenkrabber in New York, op 375 Park Avenue, tussen 52nd Street en 53rd Street in Midtown Manhattan, geopend in 1958. Het is ontworpen door de Duits-Amerikaanse architect Ludwig Mies van der Rohe, in samenwerking met Philip Johnson. Het gebouw is 157 meter hoog en telt 38 verdiepingen.
Het Seagram Building geldt als een voorbeeld van het functionalisme en heeft nadien veel invloed gehad op de architectuur van kantoorgebouwen van de jaren 60 tot 80.
Het gebouw is sinds 1988 een National Historic Landmark.

## Locatie
Het 5.570 m2 grote kavel van het Seagram building is begrensd door Park Avenue, Lexington Avenue, 52nd Street en 53rd Street.
Hierdoor ligt het midden in het hart van het zakendistrict van Manhattan en kent een groot aantal hoofdkantoren in de buurt, zoals die van JP Morgan Chase en American Airlines. 
Ten tijde van de oplevering was het Seagram Building het hoogste gebouw in zijn omgeving, maar tegenwoordig valt het niet meer op in zijn hoogte.

## Geschiedenis
De Canadese Seagram Company was in zijn hoogtijdagen 's werelds grootste producent van sterkedrank en wilde in 1958 een nieuw hoofdkantoor in New York, om hun 100-jarig jubileum te vieren. Voor de bouw van dit hoofdkantoor stelde de CEO van Seagram, Samuel Bronfman, een onbeperkt budget ter beschikking. Het zoeken naar een geschikte architect gebeurde aanvankelijk in samenwerking met zijn dochter, Phyllis Lambert, een beeldhouwster. Vlekkeloos verliep deze samenwerking niet. Zo stuurde Lambert in 1953 na het eerste voorstel voor een ontwerp van haar vader een kritische zeven pagina's tellende brief terug met eerste zin 'NO, NO, NO, NO, NO, NO'. Uiteindelijk nam Lambert zelf de leiding over de selectieprocedure.
Vele architecten passeerden de revue, onder wie Eero Saarinen, Marcel Breuer, Pietro Belluschi, Walter Gropius, Louis Kahn, Paul Rudolph, I. M. Pei en Minoru Yamasaki. Dezen werden allen afgewezen voor het project, waardoor uiteindelijk de keuze was tussen Frank Lloyd Wright, Le Corbusier en Ludwig Mies van der Rohe. Frank Lloyd Wright werd afgewezen door het selectieteam vanwege zijn onvoorspelbaarheid en moeite om mee samen te kunnen werken. Er werd gekozen voor Ludwig Mies van der Rohe, niet alleen vanwege zijn stijl, maar ook vanwege zijn reputatie binnen de wereld van de architectuur en stedenbouw. Mies van der Rohe koos Philip Johnson als zijn partner voor het project.

### Kosten
Er kwam veel kritiek op de hoge kosten van het gebouw. In totaal heeft de bouw van het Seagram Building $ 41 miljoen gekost in 1958, omgerekend naar nu $ 360 miljoen. Het budget leidde tot een rechtszaak toen er belasting moest worden betaald over de kosten, welke opliepen tot $ 21 miljoen, waardoor de totale kosten van het gebouw op $ 62 miljoen uitkwamen, meer dan een half miljard dollar vandaag.

## Ontwerp

### Exterieur
Het ontwerp door Mies van der Rohe bestaat uit een hoofddraagstructuur van staal en beton. Dit is omkleed met een in brons uitgevoerde vliesgevel welk bruinkleurige zonwerende ramen bevat en I-profielen als kozijnstijlen. Het gebouw is een van de weinige wolkenkrabbers ter wereld welke zo veel brons gebruikt voor de gevelafwerking, maar liefst 1451 ton.
De aan het kozijn bevestigde I-profielen zijn een breuk met het functionalistische gedachtegoed waarin elk onderdeel van het gebouw zijn functie moet tonen. In het functionalisme zou dus het staalskelet aan de buitenkant duidelijk zichtbaar moeten zijn. Echter, in verband met Amerikaanse brandveiligheidsvoorschriften werd een dergelijke constructie achterwege gelaten, aangezien er bij een brand met zo'n systeem er geen tweede draagweg is om de constructie staande te doen houden.
Mies van der Rohe heeft een soortgelijk gebruik van I-profielen toegepast in de 860–880 Lake Shore Drive Apartments in Chicago, geopend in 1951. Het ontwerp doet tevens inspiratie op van het nabijgelegen Lever House dat in 1952 opende. Zo is het grote gebruik van glas in een vliesgevel ook daar sterk terug te zien.

### Plein

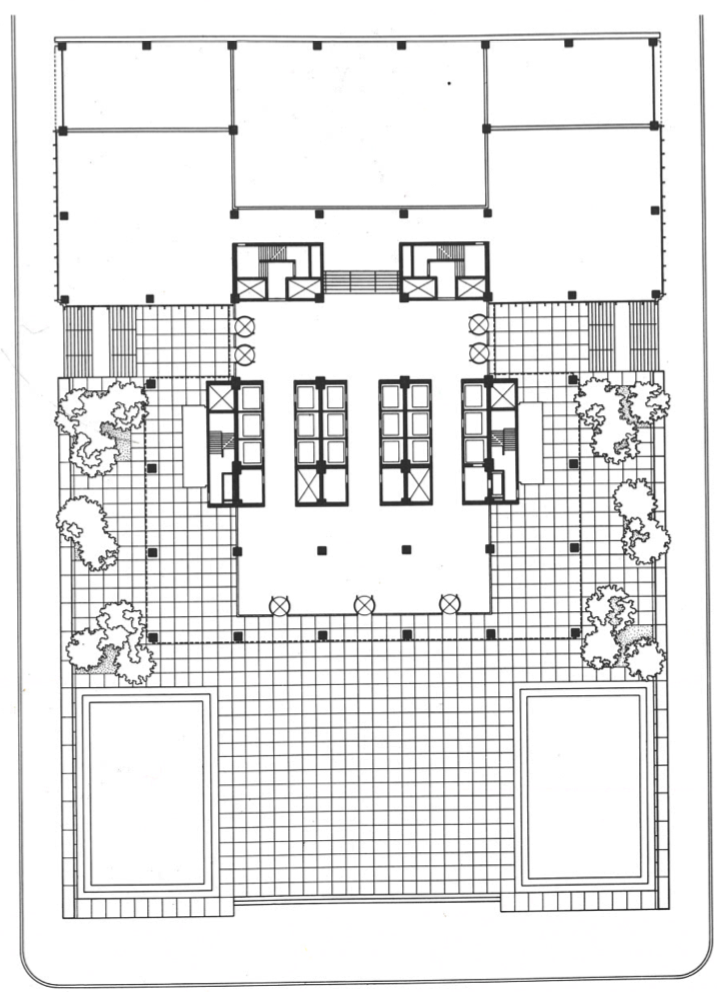
Plattegrond van de begane grond van het Seagram Building met het plein en de fonteinen

Voor het Seagram Building ligt een groot plein met daarop twee fonteinen. De stramienen van het plein lopen door in het gebouw zelf, waardoor de grens tussen binnen en buiten vervaagd wordt.
Aan de weerszijden van het plein bevinden zich fonteinen en een bomenrij.

### Interieur
Het interieurontwerp bevat veel steen, waaronder marmer, graniet en travertijn.
Een groot deel van het interieur en het geheel van dat van het Four Seasons restaurant is ontworpen door Philip Johnson.

## Gebruik
Tegenwoordig worden de verdiepingen 2 tot 8 van het gebouw gebruikt als hoofdkantoor van Wells Fargo. Daarnaast bevinden zich in het gebouw kantoren van Clayton, Dubilier & Rice, Quadrangle Group, Servcorp, Trilantic Capital Partners, Brandon Haw Architecture, Centerbridge Partners en Winton Capital Management.

## Galerij

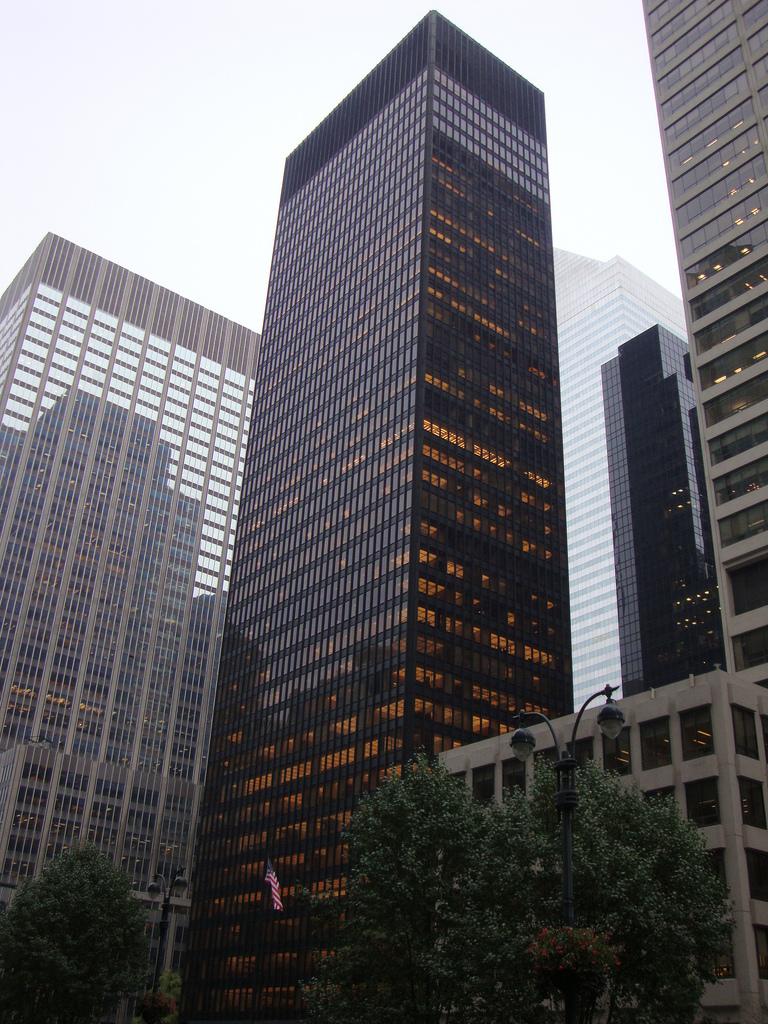
Het Seagram Building in 2009, gezien vanaf de kruising tussen 52nd Street en Park Avenue
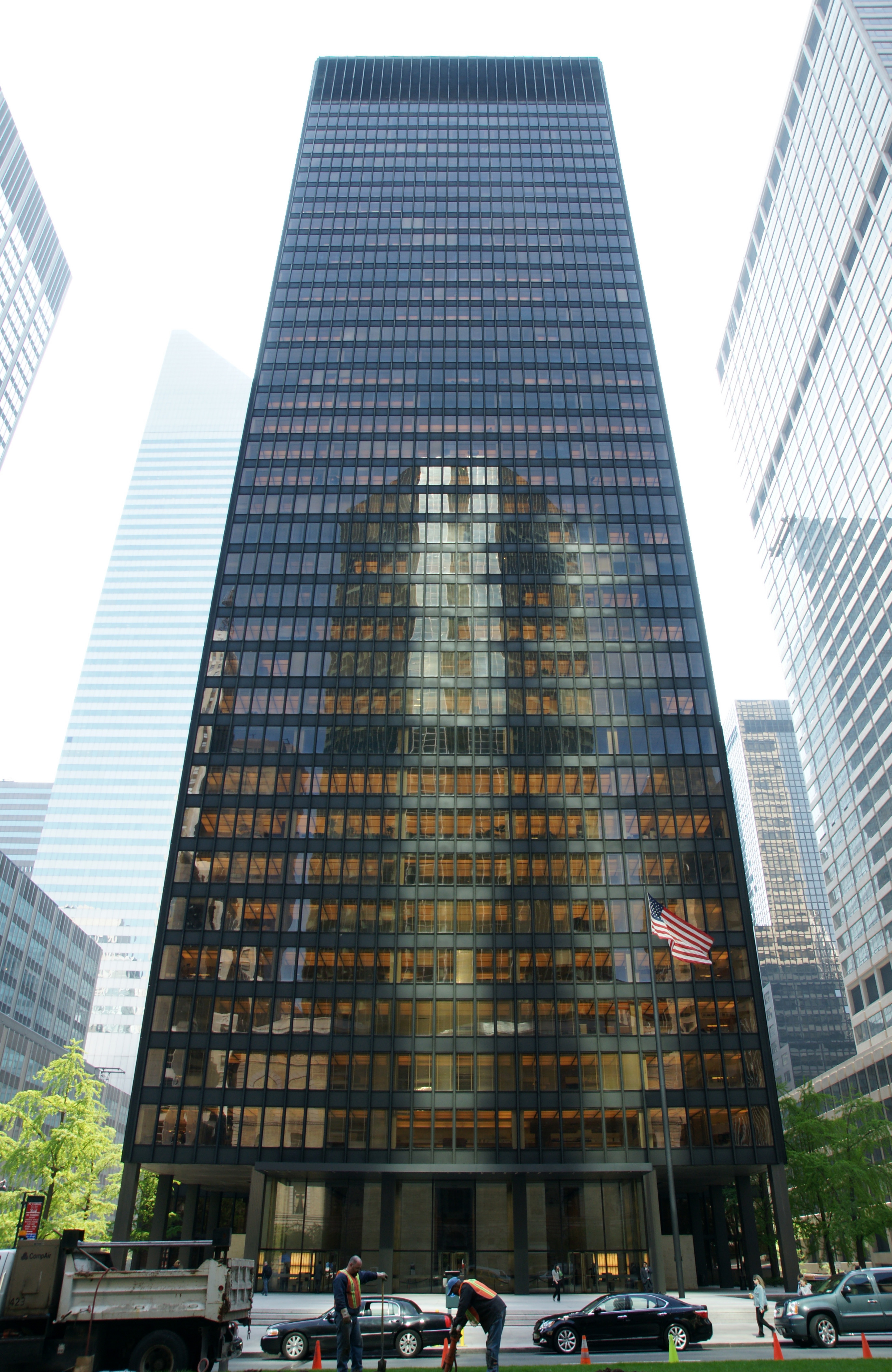
Aanzicht van het gebouw vanaf Park Avenue
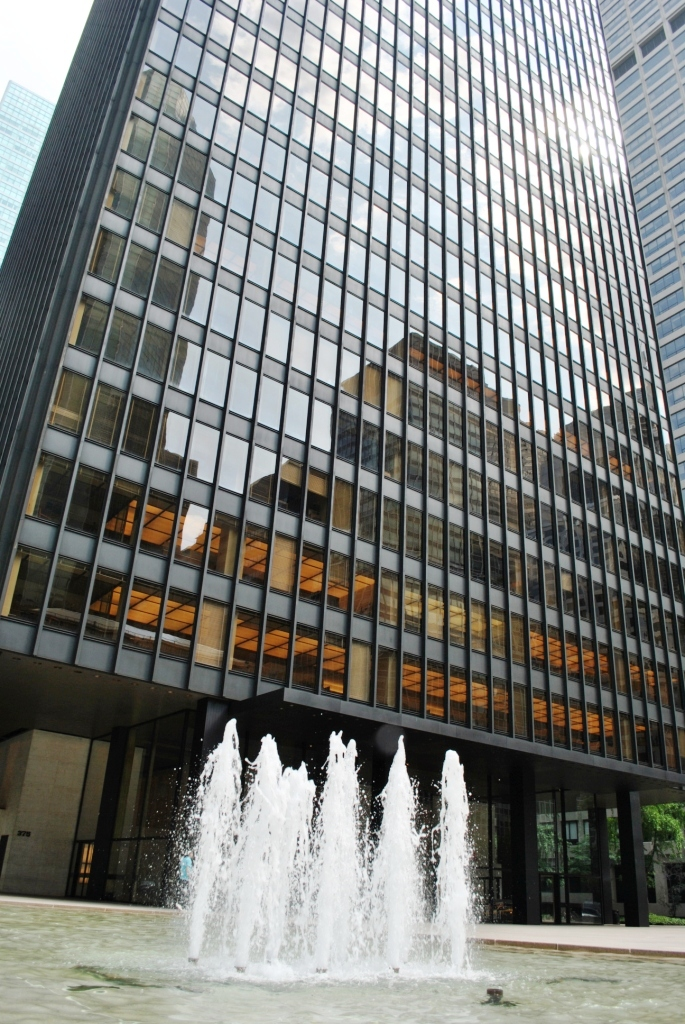
Een van de twee fonteinen op het plein, met zicht op de ingang

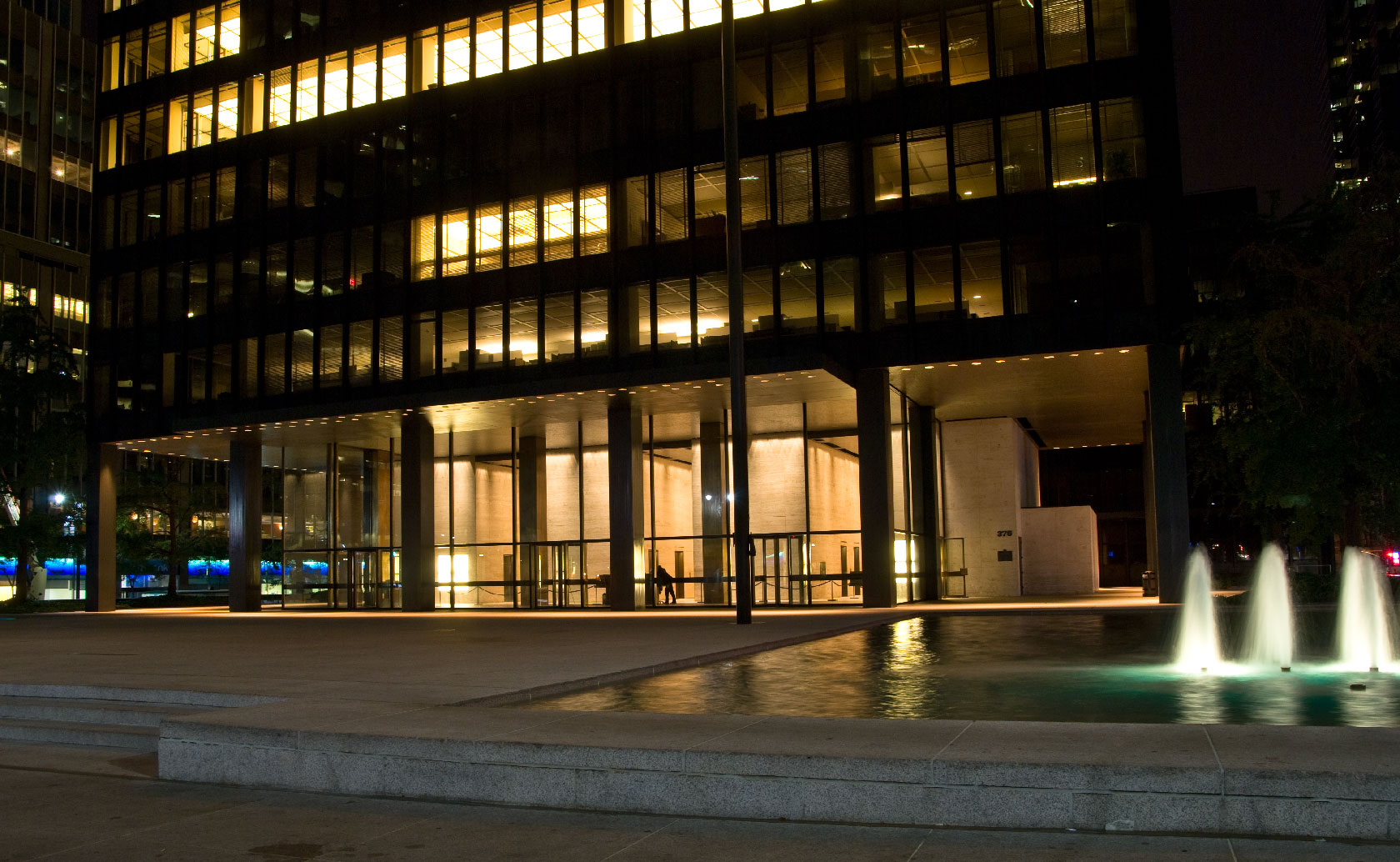
Het plein 's nachts

## The Four Seasons
Het gebouw was tussen 1959 en 2016 de locatie van restaurant The Four Seasons. De bouwkosten waren beraamd op $ 4,5 miljoen (vandaag de dag $ 40 miljoen), waarmee het het duurst gebouwde restaurant in New York is.
Het restaurant heeft een groot aantal schilderijen in zijn bezit gehad, van onder meer Pablo Picasso, Jackson Pollock, Mark Rothko, Joan Miró en James Rosenquist.
In 2017 kwam er weer een restaurant op dezelfde locatie binnen het gebouw, genaamd The Grill.

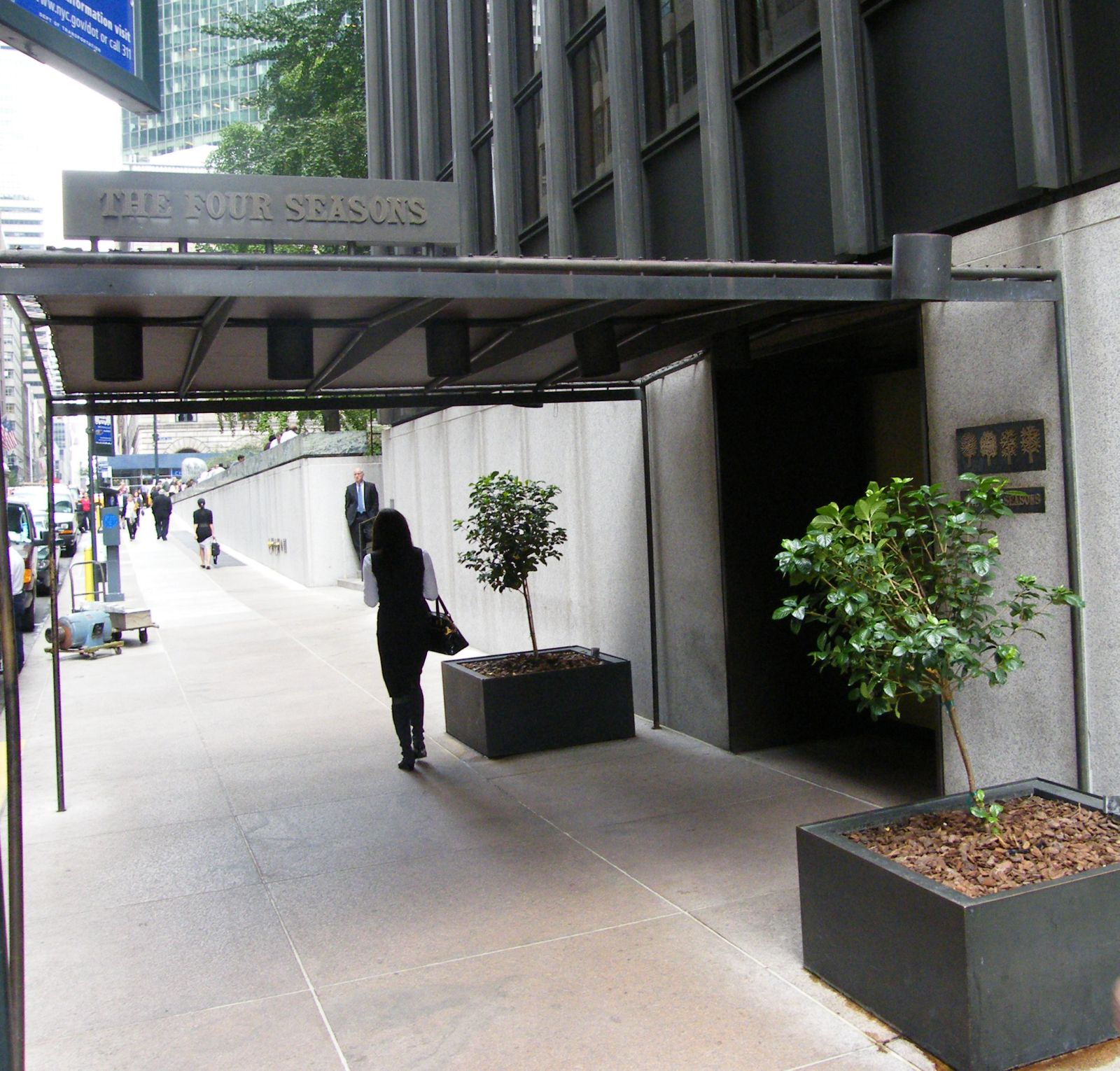
Voormalige ingang van het restaurant in 2012, gelegen aan 52nd Street
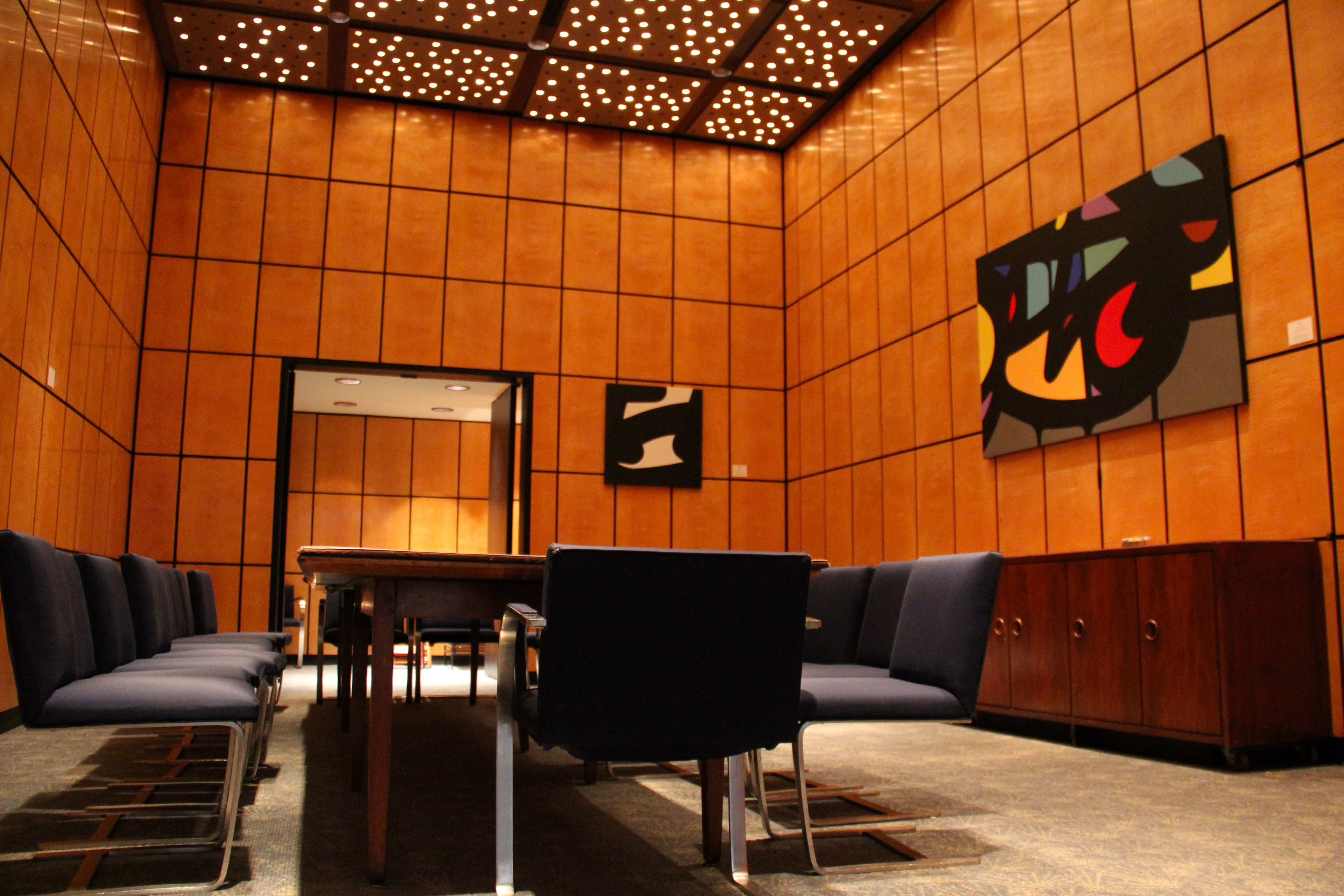
De privézaal van het restaurant
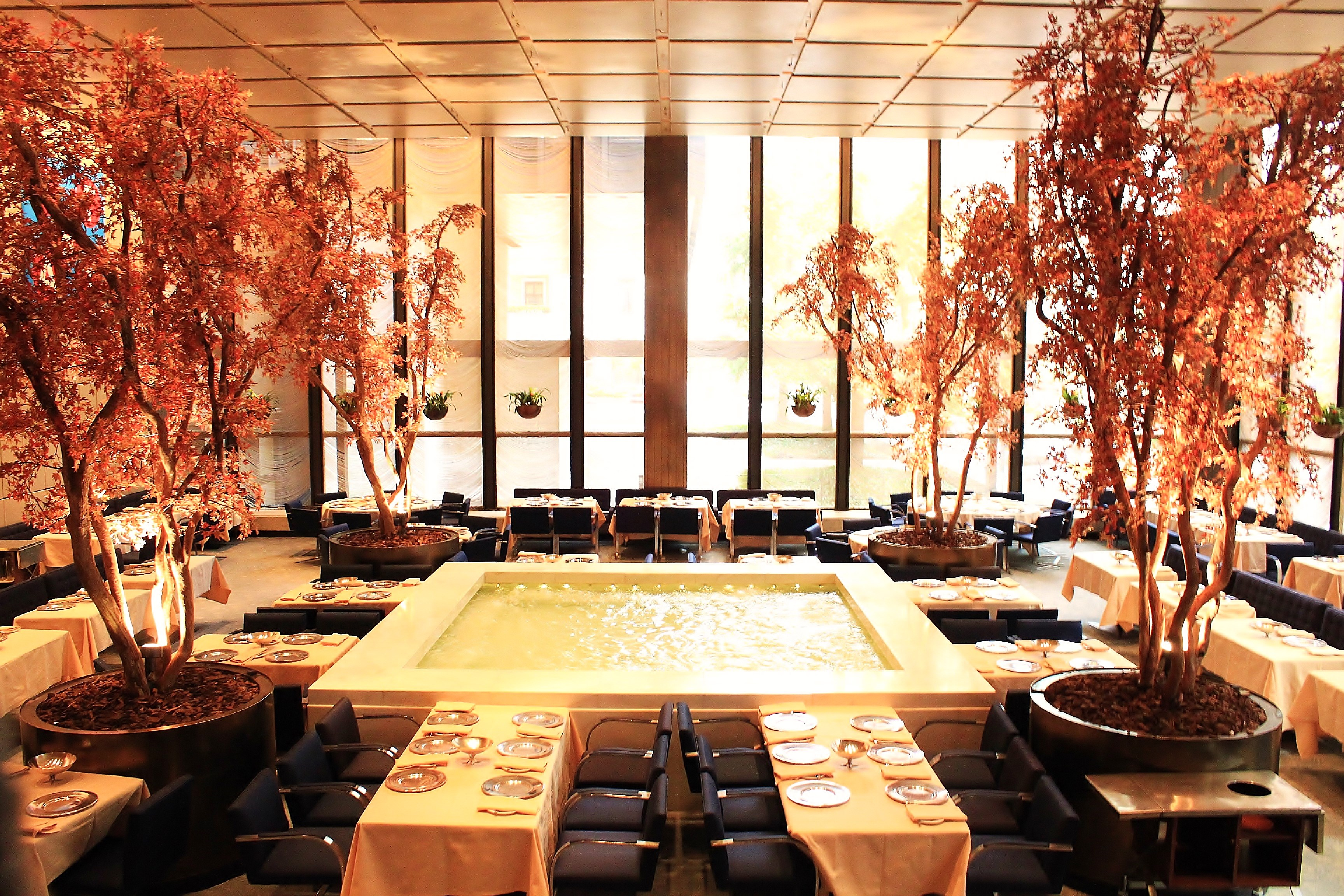
De 'Pool Room', de hoofdzaal